# Коа-Мару
Коа-Мару (Koa Maru) — судно, яке під час Другої світової війни взяло участь у операціях японських збройних сил у Мікронезії.

## Передвоєнна історія
Судно спорудили в 1932 році як SS Anatolian на британській верфі Swan, Hunter & Wigham Richardson у Волсенді на замовлення компанії Ellerman & Papanyanni. Втім, остання в умовах світової економічної кризи не змогла оплатити будівництво, отож власність на судно залишилось у верфі. Втім, уже в 1933-му власником стала французька Cie Générale d'Armements Maritimes, яка перейменувала судно на SS Grande-Terre та перетворила на корабель-рефрижератор для перевезень бананів з французьких Антильських островів.
У 1939-му судно придбала норвезька Skibs A/S, яка дала нову назву SS Pasat. А вже навесні 1940-го власником стала японська Kyokuyo Hogei, що перейменувала судно на Коа-Мару та залучила до перевезення м'яса, добутого китобійними флотиліями в антарктичному регіоні.
3 вересня 1941-го Коа-Мару реквізували для потреб Імперського флоту Японії, при цьому до 15 жовтня воно пройшло певну модернізацію на верфі Mitsubishi Heavy Industries у Йокогамі.

## Рейси до Мікронезії
Військові залучили Коа-Мару до транспортування продовольства, при цьому з лютого 1942-го судно здійснювало рейси до Мікронезії — на Маршаллові острови (атоли Кваджелейн, Малоелап, Еніветок, Вотьє, Джалуїт) та острів Уейк.
На початку квітня 1943-го Коа-Мару вийшло з Джалуїту та 4 квітня перебувало за дві сотні кілометрів на північ від атола Еніветок (крайній північний захід Маршаллових островів). Тут його перестрів американський підводний човен USS Porpoise, який дав залп із трьох торпед та досяг одного влучання. Коа-Мару швидко затонув, загинуло 16 членів екіпажу.